# Youngia lyrata
Youngia lyrata là một loài thực vật có hoa trong họ Cúc. Loài này được (Poir.) Cass. miêu tả khoa học đầu tiên năm 1831.